# دشت‌خوان سالوادوری
دشت‌خوان سالوادوری (نام علمی: Eremomela salvadorii) نام یک گونه از سرده دشت‌خوان است.